# Graf van de onbekende soldaat (Warschau)

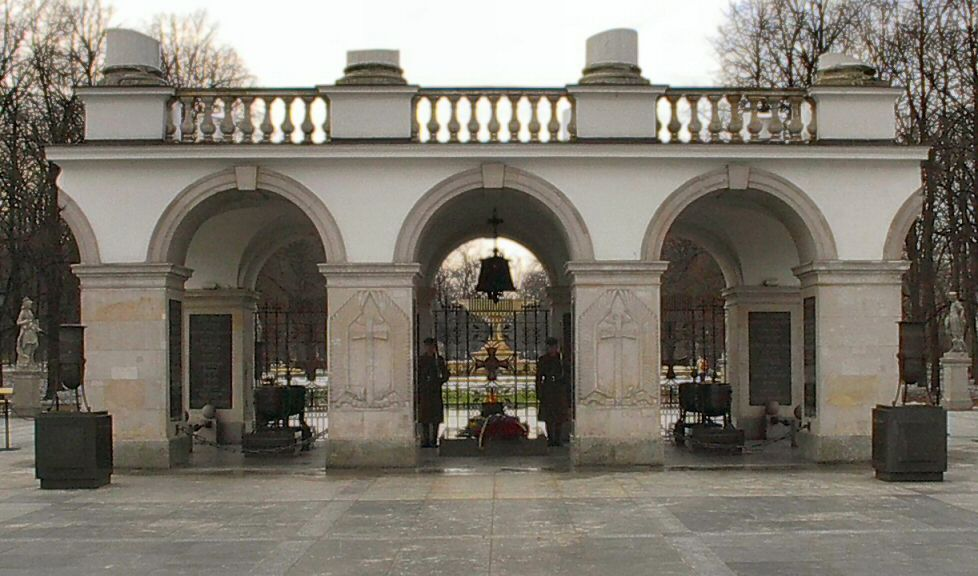
Graf van de onbekende soldaat in Warschau

Het Graf van de onbekende soldaat (Pools: Grób Nieznanego Żołnierza) is een monument in Warschau waar het stoffelijk overschot begraven werd van een onbekende soldaat.

## Geschiedenis
Op initiatief van generaal Władysław Sikorski en enkele kranten plaatsten inwoners van Warschau in 1923 een gedenksteen voor het Saksische Paleis ter herinnering aan alle onbekende gesneuvelde Poolse soldaten van de Eerste Wereldoorlog en de Pools-Russische Oorlog.
Het Poolse Ministerie van Oorlog, dat zetelde in het Saksische Paleis, besloot in 1925 om onder de arcade van het paleis een onbekende soldaat te begraven. Jadwiga Zarugiewiczowa, die tijdens de Pools-Russische Oorlog een zoon verloren had, maakte een keus uit drie lichamen van ongeïdentificeerde soldaten. Op 2 november 1925 werd de kist na een mis in de Johanneskathedraal door acht dragers van de Virtuti Militari naar het Saksische Paleis gebracht. Sindsdien heeft er, behalve tijdens de Duitse bezetting in de Tweede Wereldoorlog, altijd een erewacht bij het graf gestaan.
Het Saksische Paleis raakte licht beschadigd door de Duitse bombardementen in september 1939. Tijdens de Opstand van Warschau in 1944 werd het echter geheel verwoest. Alleen het deel van de arcade met het graf van de onbekende soldaat bleef behouden. Na de oorlog werd het paleis in tegenstelling tot veel andere verwoeste gebouwen in Warschau niet herbouwd. De arcade werd wel gerestaureerd en vanaf 8 mei 1946 was het monument op het Piłsudski-plein weer toegankelijk.